# 柄锈菌属
柄锈菌属（学名：Puccinia），是柄锈菌科下的一个属。

## 下属物种
- 苔草柄锈菌 Puccinia caricis Rebentisch
- 稈銹病 Puccinia graminis Pers., (1794)
- 苏尼特柄锈菌 Puccinia sonidensis[1]